# Marcantonio Bragadin (generale)
Marcantonio Bragadin (Venezia, 21 aprile 1523 – Famagosta, 17 agosto 1571) è stato un politico e militare italiano, cittadino della Repubblica di Venezia.
Fu rettore della città-fortezza di Famagosta, ricco porto sulla costa orientale dell'isola di Cipro, durante l'assedio degli ottomani.

## Biografia

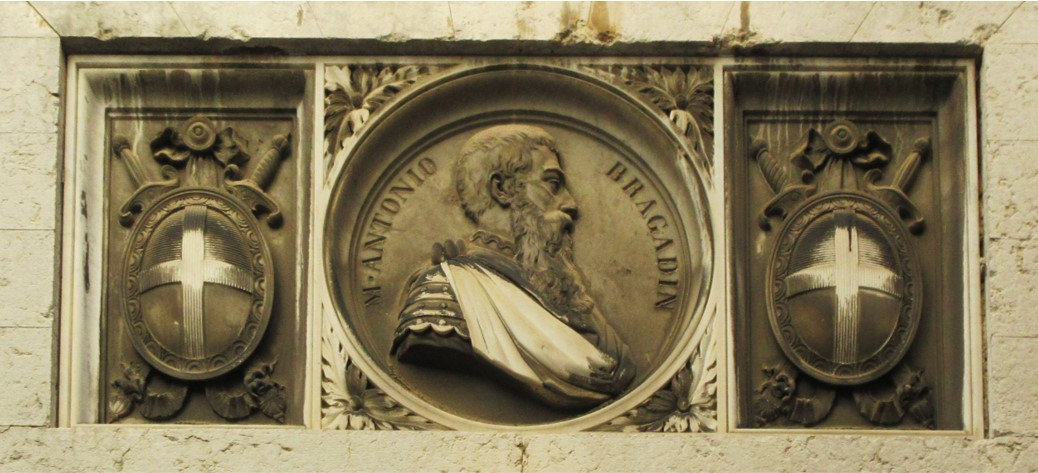
Dettaglio della casa natale di Marcantonio Bragadin, Venezia, Barbaria de le Tole, Calle del Caffettier

Figlio di Marco e di Adriana Bembo, dopo una breve esperienza come avvocato nel 1543, Bragadin si diede alla carriera marinara e ricoprì diverse cariche militari sulle galee veneziane. Tornato a Venezia ebbe vari incarichi presso le magistrature cittadine finché, nel 1560 e nel 1566, fu designato come governatore di galea, senza che si presentasse l'occasione per assumere il comando delle navi. Nel 1569 fu nominato rettore della città di Famagosta, in vista del probabile scontro con la flotta ottomana.

### L'assedio di Famagosta
Nelle città più importanti l'introduzione dei cannoni rese necessaria la costruzione di mura secondo criteri scientifici affinché le stesse potessero resistere ai bombardamenti. Così anche a Famagosta Bragadin fece realizzare una serie di opere fortificate per munire di una solida difesa le mura del porto, fra cui il bastione Martinengo, eccellente esempio di fortificazione alla moderna, capace di fornire protezione alle mura da ambo i lati.
Il 1º luglio 1570 un primo contingente turco sbarcò nei pressi di Limassol, ma venne respinto, ebbe invece successo il tentativo di gettare una testa di ponte nei pressi di Nicosia che permise lo sbarco, il 18 luglio, da circa 400 imbarcazioni, del grosso delle truppe. L'esercito musulmano, al comando di Lala Kara Mustafa Pascià, arrivò così a contare tra le 70.000 e le 100.000 unità e 200 pezzi d'artiglieria. Nicosia venne assediata e cadde in due soli mesi. La guarnigione a difesa della città e molti cittadini furono massacrati. La testa del luogotenente del regno, Niccolò Dandolo, fu fatta recapitare a Bragadin, che si apprestò alla difesa della città.
La battaglia di Famagosta, un lungo assedio alla città, ebbe inizio nel settembre dello stesso anno e continuò per mesi, durante i quali le mura vennero bersagliate senza tregua dal tiro delle batterie nemiche. A comandare la difesa di Famagosta si trovavano il provveditore Marcantonio Bragadin, coadiuvato da Lorenzo Tiepolo, capitano di Pafo, e il generale Astorre Baglioni. Ai circa 6.000 uomini della guarnigione veneta, si opponevano 200.000 armati, muniti di 1.500 cannoni, appoggiati da circa 150 navi, che bloccavano l'afflusso di rifornimenti e rinforzi.
La resistenza degli assediati di Famagosta andò oltre ogni ottimistica previsione, data la disparità delle forze in campo, la scarsità degli aiuti dalla madre patria e la preparazione dell'esercito assediante, che proprio durante questo assedio sperimentò nuove tecniche di guerra. L'intera cinta delle mura e la pianura esterna fu colmata di terra sino alla cima delle fortificazioni; un'innumerevole serie di gallerie si dipanava verso le mura e al di sotto di esse verso la città, al fine di porre cariche esplosive per aprirsi una breccia.
Nel luglio del 1571 l'esercito ottomano riuscì ad aprire una breccia nelle mura della città e si incuneò nella cinta fortificata ma fu respinto a caro prezzo. Finiti i viveri e le munizioni, il 1º agosto Bragadin fu costretto a decretare la resa della città. Gli storici discutono sul motivo del disimpegno della Serenissima rispetto alle promesse di inviare aiuti al Bragadin, da la Suda, sull'isola di Creta. Probabilmente vi fu, tra i veneziani, chi deliberatamente preferì risparmiare risorse militari per poterne avere il comando nell'imminente scontro che già si andava prospettando.

### Il martirio del governatore

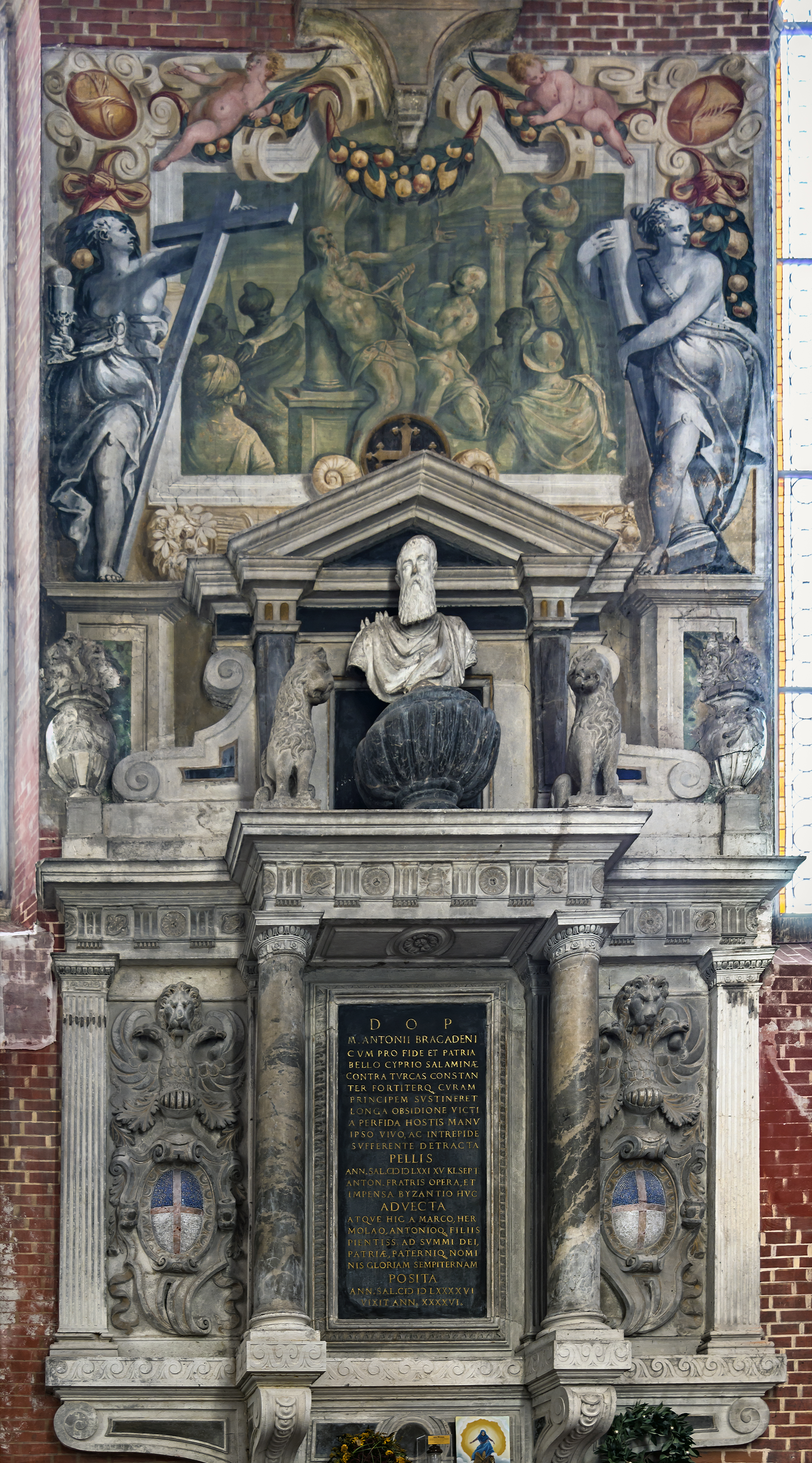
Monumento nella basilica dei Santi Giovanni e Paolo a Venezia

Nonostante il trattato di resa stabilisse che i militari superstiti potessero ritirarsi a Candia con i civili, il comandante turco Lala Kara Mustafa Pascià non osservò le condizioni pattuite. Bragadin venne imprigionato a tradimento e mutilato al viso (gli vennero mozzate ambedue le orecchie e il naso), quindi rinchiuso per dodici giorni in una minuscola gabbia lasciata al sole, con pochissima acqua e cibo. Al quarto giorno i turchi gli proposero la libertà se si fosse convertito all'Islam, ma Bragadin rifiutò.
Il 17 agosto del 1571, tratto già quasi esanime dalla prigionia e con gravi ustioni sul corpo, fu appeso all'albero della propria nave e massacrato con oltre cento frustate, quindi costretto a portare in spalla per le strade di Famagosta una grande cesta piena di pietre e sabbia, finché non ebbe un collasso. Fu quindi riportato sulla piazza principale della città incatenato a un'antica colonna e qui scuoiato vivo a partire dalla testa, anche se morì prima della fine della tortura. Le sue membra squartate vennero distribuite tra i vari reparti dell'esercito e la pelle, riempita di paglia e ricucita, venne rivestita delle insegne militari e portata a cavallo di un bue in corteo per Famagosta. Il macabro trofeo, insieme con le teste del generale Alvise Martinengo, del generale Astorre Baglioni, di Gianantonio Querini e del castellano Andrea Bragadin, venne issato sul pennone di una galea e portato a Costantinopoli.
La pelle di Bragadin fu trafugata nel 1580 dall'arsenale di Costantinopoli da Geronimo Polidori, giovane barbiere veronese; fu portata a Venezia e conservata nella chiesa di San Gregorio per essere trasferita nel 1596 in quella dei Santi Giovanni e Paolo, dove si trova ancora oggi.
La fama del Bragadin si deve all'incredibile resistenza che seppe opporre all'esercito che lo assediò, dato il rapporto delle forze in campo, nonché all'orribile scempio cui fu sottoposto dopo la resa della sua città. Dal punto di vista militare, la tenacia e il protrarsi della resistenza degli assediati capitanati dal Bragadin richiese un ulteriore impiego di forze da parte turca e tenne impegnati gli assedianti per un lungo periodo, tanto che la Lega Santa ebbe il tempo di organizzare la flotta che avrebbe sconfitto quella ottomana nella battaglia di Lepanto.